# Amir Lando
Amir Francisco Lando GOMM (Piratuba, 25 de abril de 1944) é um professor, advogado e político brasileiro filiado ao Movimento Democrático Brasileiro (MDB).  Foi ministro da Previdência Social durante o governo Lula, e líder do governo durante seu mandato como senador por Rondônia. Foi deputado federal e deputado estadual do mesmo estado.

## Biografia
Em 1982, foi eleito deputado estadual. Em 1986, foi eleito suplente do senador Olavo Pires. Assumiu a vaga de senador em 1990, quando o titular Olavo Pires faleceu. Em 1992, foi escolhido relator da Comissão Parlamentar de Inquérito (CPI) que investigou o escândalo de corrupção envolvendo o então presidente Fernando Collor de Mello e seu tesoureiro da campanha eleitoral, Paulo César Farias, também conhecido como "PC Farias". Esta comissão ficou conhecida como "CPI do PC", e acabou resultou no pedido de impeachment do presidente Collor.
Nas eleições de 1994 não conseguiu reeleger-se, ficando em terceiro lugar, tendo perdido para o segundo colocado por aproximadamente sete mil votos. À imprensa, Lando fez uma declaração dramática: "Saio da vida para entrar na História", ecoando a famosa frase final da carta-testamento de Getúlio Vargas. A Folha de S.Paulo relata que Roberto Jefferson, que havia feito parte do chamado "esquadrão da morte" na oposição à CPI, aproveitou-se para se vingar de Lando, enviando no dia seguinte ao seu gabinete um telegrama irônico que dizia: "Ouvi emocionado o seu discurso: "Saio do Senado para entrar na História". Rogo a Deus que V. Excia. não siga o exemplo do autor da frase, que suicidou-se com tiro no peito. Por favor, não tome atitude extremada. Conte com meu apoio."
Candidato novamente nas eleições de 1998, foi eleito senador pelo Partido do Movimento Democrático Brasileiro (PMDB). Em 2001, Lando foi admitido pelo presidente Fernando Henrique Cardoso à Ordem do Mérito Militar no grau de Comendador especial. Em maio de 2003, foi indicado pelo presidente Luiz Inácio Lula da Silva para exercer a função de líder do governo no Congresso Nacional. Em setembro de 2003, acompanhou Lula em sua visita a Cuba.

### Ministério da Previdência Social
Na reforma ministerial de janeiro de 2004, Amir Lando licenciou-se do mandato de senador e foi nomeado ministro da Previdência Social por Lula, sucedendo Ricardo Berzoini na pasta. Em abril do mesmo ano, foi promovido pelo presidente ao grau de Grande-Oficial da Ordem do Mérito Militar. Pediu sua própria exoneração em março de 2005, voltando ao Senado enquanto sucedido por Romero Jucá no ministério.

### Retorno ao Senado
Em 2005, em meio à suspeita de compra sistemática de votos que ficou conhecida como escândalo do Mensalão, acabou sendo escolhido para presidir a CPMI do Mensalão e da Compra de Votos, que deveria investigar quais parlamentares receberam o dinheiro do esquema e, também, a suposta compra de votos para aprovação da emenda constitucional da reeleição. No entanto, esta CPMI acabou encerrada sem a aprovação de um relatório final.
Em 2006, Amir Lando foi relator da CPMI das Sanguessugas, que investigou o envolvimento de parlamentares com a Máfia das Ambulâncias. 
Ainda no mesmo ano, concorreu nas eleições estaduais ao governo de Rondônia. Ficou em quarto lugar com 44 155 votos.
Foi apresentado em 26 de janeiro de 2011 uma denúncia contra o ex-presidente Lula e seu ex-ministro da Previdência Social Amir Lando por improbidade administrativa. Em 22 de fevereiro do mesmo ano, veio a divulgação de que o Ministério Público Federal no Distrito Federal teria entrado com ação tendo como acusação de que ele e seu ministro teriam usado a máquina pública para promoção pessoal e a fim de favorecer o Banco BMG. As supostas irregularidades ocorreram entre outubro e dezembro de 2004.
Concorreu a deputado federal nas eleições de 2010. Obteve 8.593 votos e ficou como suplente na coligação integrada por PDT, PMDB, DEM, PRTB e PC do B. Em 28 de agosto de 2013, o presidente da Câmara dos Deputados, Henrique Eduardo Alves, afastou o deputado Natan Donadon, condenado pelo Supremo Tribunal Federal por peculato e formação de quadrilha. Lando tomou posse um dia depois do afastamento de Donadon.